# Patipat Sarasuwan
Patipat Sarasuwan (thailändisch ปฏิพัทธิ์ สารสุวรรณ, * 12. Mai 2000), auch als Ryu bekannt, ist ein thailändischer Fußballspieler.

## Karriere
Patipat Sarasuwan erlernte das Fußballspielen in der Jugendmannschaft des Suphanburi FC. Hier unterschrieb er 2019 seinen ersten Profivertrag. Der Verein aus Suphanburi spielte in der höchsten thailändischen Liga, der Thai League. 2019 kam er in der ersten Liga nicht zum Einsatz. Anfang 2020 wechselte er zum Khon Kaen United FC. Mit dem Verein aus Khon Kaen spielt er in der zweiten Liga, der Thai League 2. Sein Profidebüt gab er am letzten Spieltag der Saison 2020/21 am 31. März 2021 im Auswärtsspiel beim Lampang FC. Hier stand er in der Startformation und wurde in der 53. Minute gegen Weerapat Kawewongsa ausgewechselt. In der Saison 2020/21 wurde er mit Khon Kaen Tabellenvierter und qualifizierte sich für die Aufstiegsspiele zur zweiten Liga. Hier konnte man sich im Endspiel gegen den Nakhon Pathom United FC durchsetzen und stieg somit in die zweite Liga auf. Nach dem Aufstieg verließ er den Verein und schloss sich zu Beginn der Saison 2021/22 dem Maejo United FC an. Mit dem Verein aus Chiangmai spielt er in der Northern Region der dritten Liga. Nach einer Saison wechselte er im August 2022 zum Drittligisten Nonthaburi United S.Boonmeerit FC in die Hauptstadt Bangkok. Mit Nonthaburi spielte er 13-mal in der Bangkok Metropolitan Region der Liga. Nach der Hinrunde 2022/23 unterschrieb er im Dezember 2022 einen Vertrag beim in der Northern Region spielenden Phitsanulok FC. Für den Verein aus Phitsanulok bestritt er sechs Ligaspiele. Zu Beginn der Saison 2023/24 wechselte er im Sommer 2023 in die Bangkok Metropolitan Region. Hier schloss er sich dem STK Muangnont FC an. Nach der Hinrunde, in der er ein Ligaspiel bestritt, wurde sein Vertrag im Dezember 2023 nicht verlängert. Die Saison 2025 stand er beim Viertligisten Warin Chamrap FC unter Vertrag. Mit dem Verein spielte er fünfmal in der North/Eastern Region der Liga. Im Sommer 2025 nahm ihn der Zweitligaaufsteiger Rasisalai United FC unter Vertrag.